# Bahnhof Siemensstadt-Fürstenbrunn

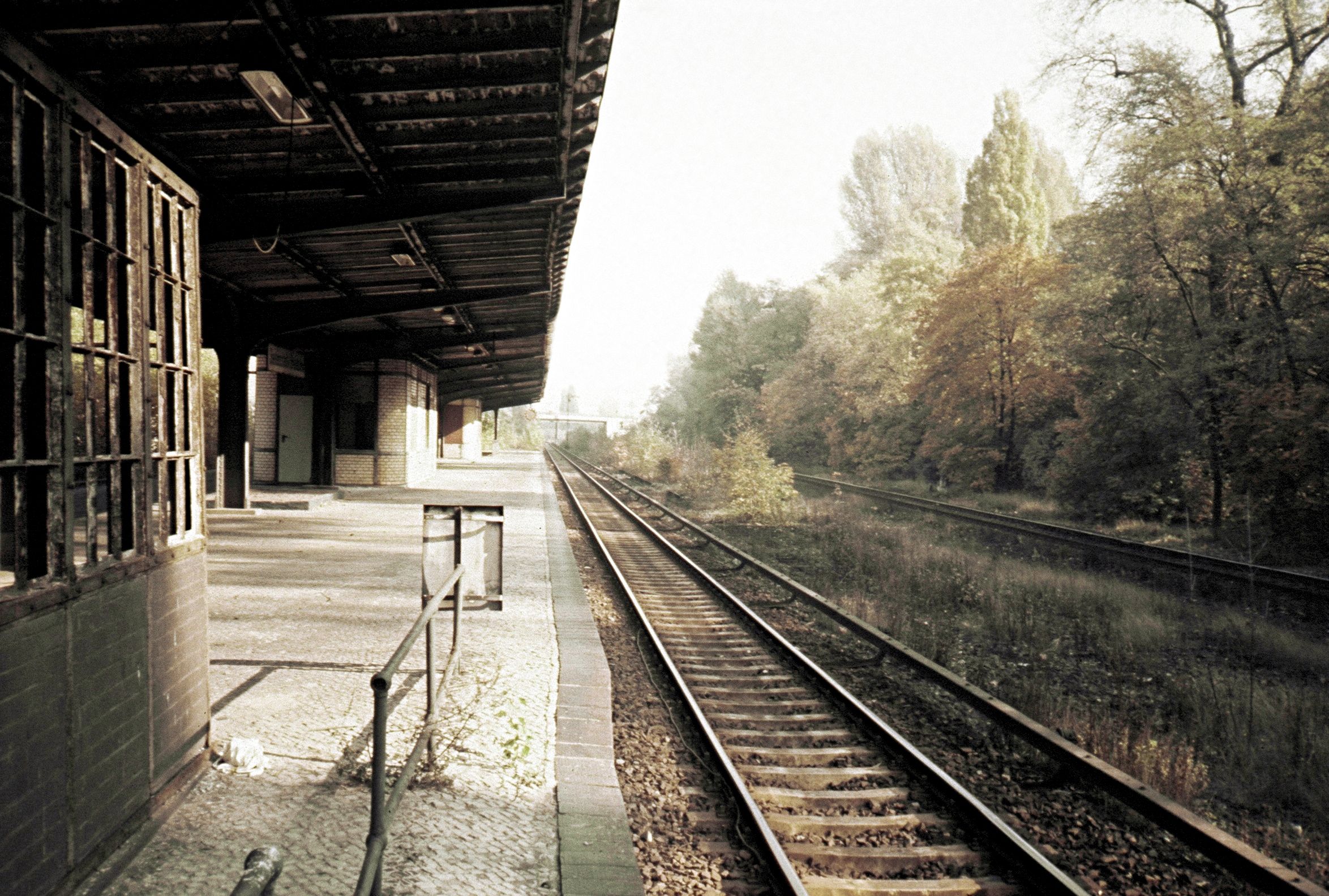
Bahnsteig am ehemals stadtauswärts führenden Streckengleis der Hamburger Bahn, rechts das Gleis der Lehrter Bahn

Der Bahnhof Siemensstadt-Fürstenbrunn war ein Vorortbahnhof an der Hamburger Bahn im Berliner Ortsteil Westend. Er wurde vornehmlich für die Mitarbeiter der nahegelegenen Siemens-Werke gebaut.

## Lage
Der Bahnhof lag in der Stadt Charlottenburg (ab 1. Oktober 1920 im Bezirk Charlottenburg) an der Grenze des zu Spandau gehörenden Ortsteils Siemensstadt, in flachem Gelände nahe dem Südufer der Spree. Das Bahnhofsgebäude befand sich an der Nordseite der Trasse der Hamburger- und Lehrter Bahn, der Zugang erfolgte vom Fürstenbrunner Weg aus.

## Beschreibung
Vor dem tiefer als die Bahntrasse gelegenen eingeschossigen Bahnhofsgebäude mit Satteldach befand sich ein gepflasterter Platz an der Nahtstelle der Straßen Fürstenbrunner Weg, Ruhwaldweg und Rohrdamm. Der überdachte Bahnsteig lag mittig zwischen dem – ehemals stadtauswärtigen – Streckengleis und einem nachträglich errichteten nördlichen Kreuzungsgleis. Von dort führte ein Treppenabgang hinunter zur Straßenebene. Das Treppengebäude wies Fachwerkelemente und eine verschachtelte Dachkonstruktion auf.

## Geschichte

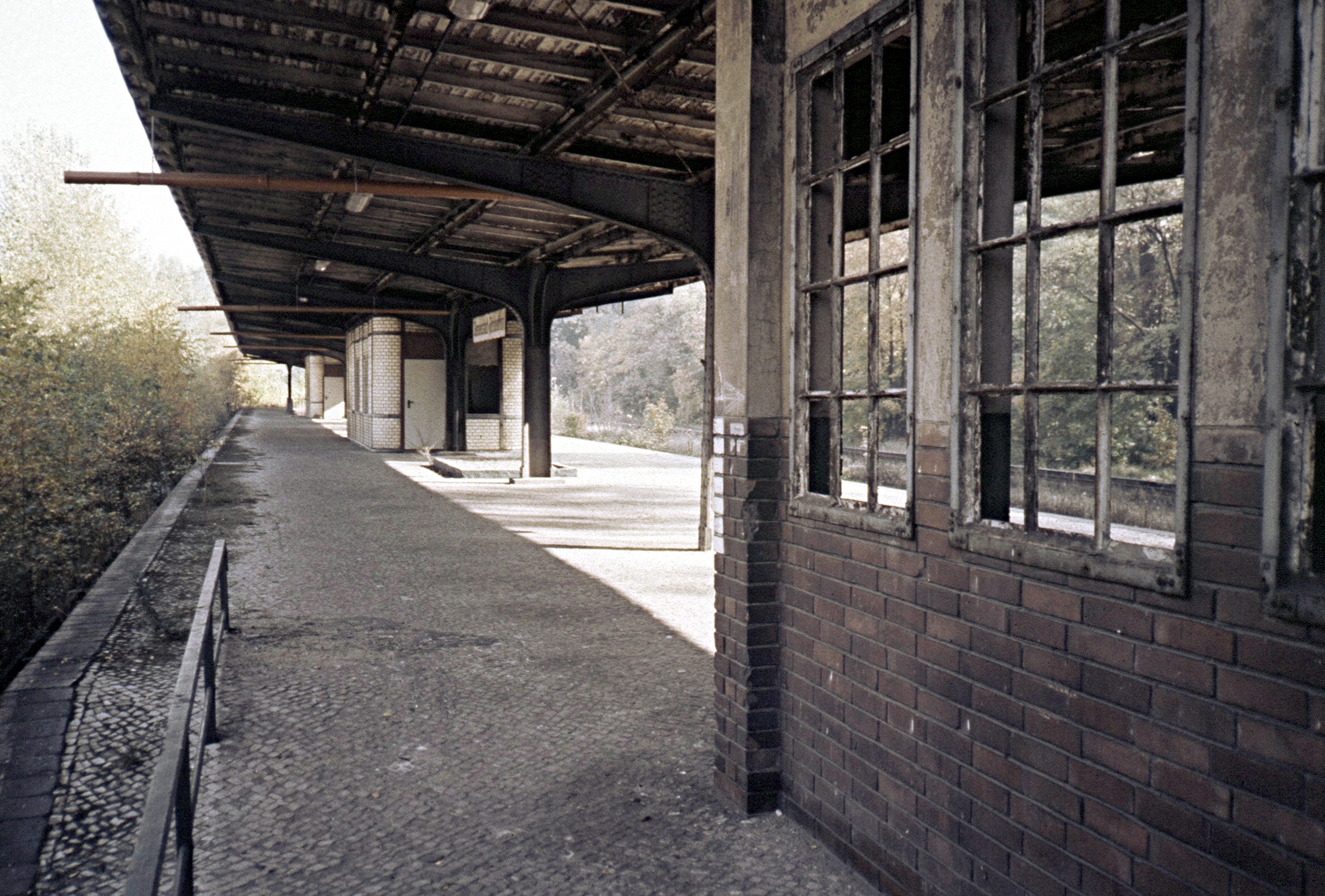
Blick nach Osten, links das bereits zugewachsene Kreuzungsgleis, 1986

Die Firma Siemens finanzierte den Bau des Bahnhofs, der in Abstimmung mit der Staatseisenbahnverwaltung, aber gegen den Einspruch der damals selbstständigen Stadt Charlottenburg gebaut wurde. Am 1. Juni 1905 wurde er, zunächst als Haltepunkt, unter dem Namen Fürstenbrunn eröffnet. Zu jener Zeit verkehrten bis zu 25 Zugpaare zwischen dem damaligen Bahnhof Spandau und Strausberg über den Hamburger Stadtbahnanschluss und die Stadtbahn. Dazu kamen zwei bis drei Zugpaare vom bzw. zum Nordring, die wegen der niveaugleichen Weichenverbindung beim Bahnhof Jungfernheide am 30. April 1911 eingestellt wurden.
Zu Schichtwechselzeiten bei Siemens wurde er von den Arbeitern der Firma stark frequentiert und bekam deshalb 1906/1907 ein zweites Gleis und eine Kehranlage für Verstärkungszüge vom Lehrter Bahnhof. 1911 erhielt der dazwischenliegende Bahnhof Putlitzstraße ebenfalls eine Kehranlage, da die Zugfolge zwischen den beiden Stationen während der Schichtwechselzeiten bis auf drei Minuten verkürzt werden musste. Bis 1914 reiften Pläne, nördlich der existierenden Gleise ein weiteres Vorortgleispaar anzulegen, um wieder Züge vom Nordring nach Fürstenbrunn führen zu können. In diesem Zusammenhang sollte der Bahnhof einen zweiten Inselbahnsteig und umfangreichere Kehr- und Abstellanlagen erhalten. Infolge des Ersten Weltkriegs wurde dieses Vorhaben nicht ausgeführt.
Am 1. April 1925 bekam der Bahnhof den Namenszusatz Siemensstadt. Mit Inbetriebnahme der Siemensbahn am 18. Dezember 1929 ging die Zahl der Fahrgäste allerdings deutlich zurück.
Bis zum 27. August 1951 wurde er von mit Dampflokomotiven gezogenen Vorortzügen angefahren, die im Lehrter Bahnhof begannen und endeten. Kurz vor dessen endgültiger Stilllegung wurde der Abschnitt Jungfernheide – Spandau der Hamburger Bahn 1951 mit seitlicher Stromschiene für den S-Bahn-Betrieb elektrifiziert. Seitdem wurde er von elektrischen S-Bahn-Zügen der Zuggruppe N (Nordpol) angefahren, zunächst im 20-, ab 1976 im 30-Minuten-Takt. Sie verkehrten ab 1955 auf der Relation Spindlersfeld – Nordring – Spandau West, seit 1961 zwischen Gesundbrunnen und Staaken und ab 1972 nur noch von Beusselstraße zum damaligen Bahnhof Spandau (heute: Stresow) und zurück.
Als Folge von Mauerbau und S-Bahn-Boykott sank ab 1961 die Zahl der Fahrgäste stark, auf 67 Personen im Tagesdurchschnitt des Jahres 1976. 1968 wurde das nördliche Kreuzungsgleis stillgelegt, 1976 abends – damals noch ungewöhnlich – die Aufsicht abgezogen. Als Folge des Eisenbahnerstreiks von 1980 wurde der S-Bahn-Betrieb im Abschnitt Jungfernheide – Spandau nach dessen Ende am 17. September jenes Jahres nicht mehr aufgenommen. Der Bahnhof verfiel, im März 1987 wurde das Empfangsgebäude und im November 1996 der Bahnsteig abgerissen. Beim Bau der Schnellfahrstrecke Hannover–Berlin wurden die verbliebenen Reste beseitigt.